# پسران گمشده: تشنگی
پسران گمشده: تشنگی (انگلیسی: Lost Boys: The Thirst) یک فیلم کمدی ترسناک و اکشن آمریکایی که در سال ۲۰۱۰ منتشر شد. از بازیگران آن می‌توان به کوری فلدمن و کوری‌هایم اشاره کرد.
این فیلم نقدهای منفی منتقدان را دریافت کرد و بر اساس ۷ نقد، در حال حاضر امتیاز صفر درصد را در راتن تومیتوز دارد.

## خلاصه داستان
شکارچی خون‌آشامی به نام «ادگار فراگ» از تریلر خود در کالیفرنیا بیرون انداخته می‌شود. نویسنده‌ای مشهوری به نام «گوون لیبر» به او پیشنهاد یک کار برای نابودی رئیس خون‌آشامها را می‌دهد و..